# Hendrik van Dam
Hendrik George van Dam (geboren am 8. November 1906 in Berlin; gestorben am 28. März 1973 in Düsseldorf) war ein deutscher Jurist. Er war von 1950 bis 1973 Generalsekretär des Zentralrats der Juden in Deutschland.

## Leben

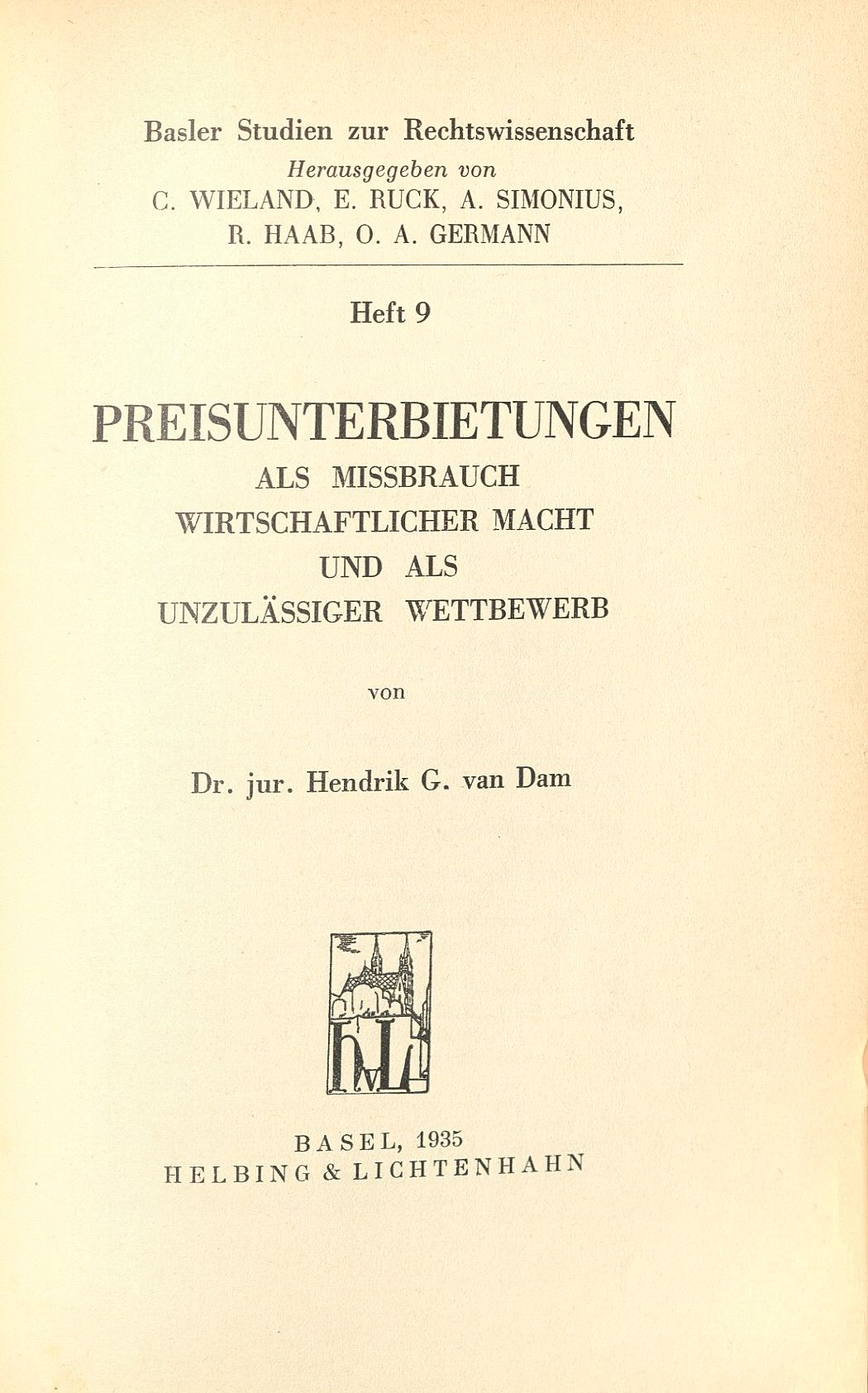
Dissertation (1935)

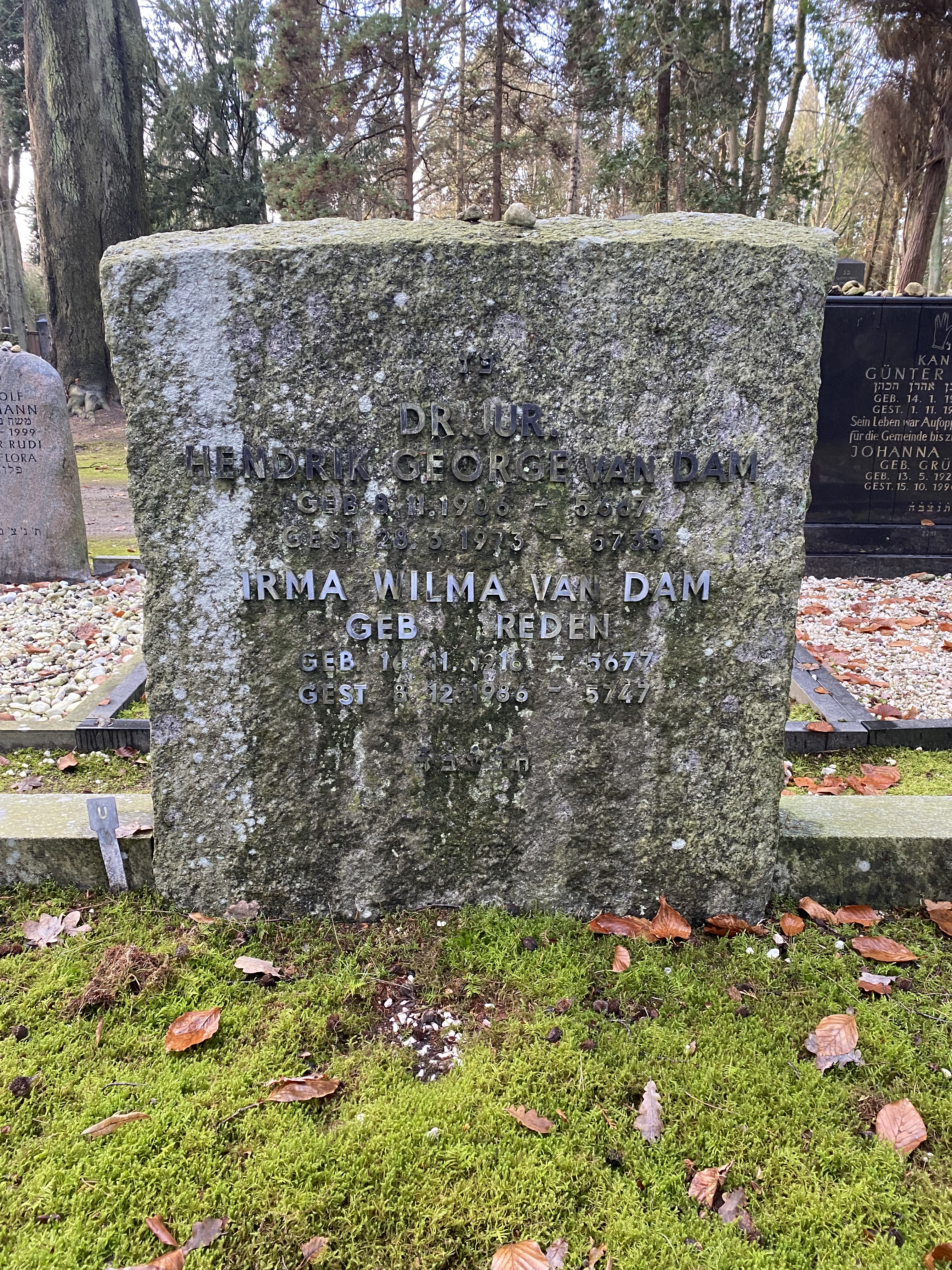
Grabstätte auf dem Jüdischen Friedhof Ohlsdorf

Seine Eltern waren Jacques A. van Dam und Meta Cohen. Van Dam studierte Jura in Heidelberg, München, Berlin und Basel. 1934 promovierte er in Rechtswissenschaften.
Van Dam emigrierte zur Zeit des Nationalsozialismus in die Schweiz. Nach seiner Flucht über die Niederlande nach England wurde er dort interniert.
Ab 1945 wieder in Deutschland, baute Hendrik van Dam, der entschieden gegen die verbreitete These eintrat, dass sich nach den Verfolgungen der NS-Zeit kein Jude mehr in Deutschland niederlassen sollte, in Oldenburg das Gerichtswesen auf. Von 1946 bis 1950 war er in leitender Position für das Jewish Relief Unit in Norddeutschland tätig, von 1950 bis zu seinem Tod schließlich als Generalsekretär des Zentralrats der Juden in Deutschland.
Seine letzte Ruhestätte fand Hendrik van Dam auf dem Jüdischen Friedhof Ohlsdorf in Hamburg.

## Buchpublikationen

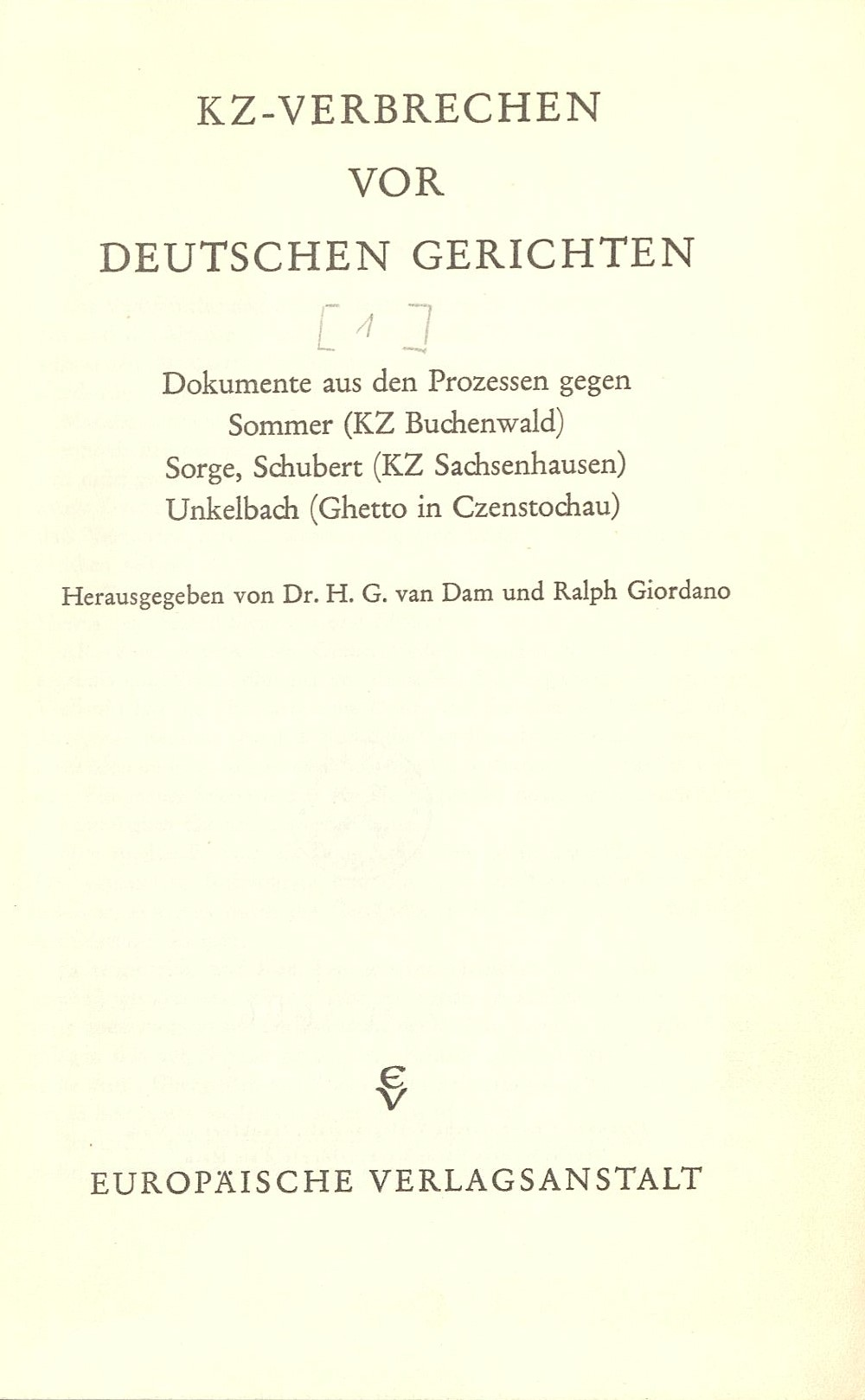
KZ-Verbrechen (1962)

- H. G. van Dam, Ralph Giordano (Hg.): KZ-Verbrechen vor deutschen Gerichten, Frankfurt am Main: Europäische Verlagsanstalt 1962
- H. G. van Dam, Ralph Giordano (Hg.): Einsatzkommando Tilsit – Der Prozeß zu Ulm, KZ-Verbrechen vor deutschen Gerichten, Band 2, Frankfurt am Main: Europäische Verlagsanstalt 1966

## Ehrungen
- 1973: Großes Verdienstkreuz mit Stern der Bundesrepublik Deutschland[1]